# Deutsche Basketballnationalmannschaft (U-16-Junioren)
Die deutsche Basketballmannschaft der U16-Junioren ist die deutsche Auswahl der männlichen Jugend bis 16 Jahren im Basketball. Diese tritt bei internationalen Titelkämpfen für den Deutschen Basketball Bund an und wird vom ehemaligen Herren-Nationalspieler Harald Stein trainiert, der diese Mannschaft seit 2008 zunächst als Assistent betreute. Derzeit ist sein Assistent Marvin Willoughby, ebenfalls ein ehemaliger Nationalspieler. Zuletzt konnte man bei der U16-Europameisterschaft 2012 im Baltikum mit einem fünften Platz wieder zur europäischen Spitze aufschließen. Die beste Platzierung bei internationalen Meisterschaften war jeweils der dritte Platz und der Gewinn der Bronzemedaille bei den Kadetten-Europameisterschaften 1981 in Griechenland und 1983 in Tübingen und Ludwigsburg.

## Platzierungen bei Europameisterschaften
| - 3. Platz: 1981, 1983 - 4. Platz: 1979, 1985 - 5. Platz: 2012, 2023 - 6. Platz: 1987 - 7. Platz: 1991, 2014, 2015 - 8. Platz: 2011, 2013 - 9. Platz: 1971, 1975, 1989, 2016, 2018 | - 10. Platz: 1977, 1993 - 11. Platz: 2009 - 13. Platz: 1973, 2010, 2017 - 14. Platz: 2019 - 15. Platz: 2006 - 16. Platz: 2004 |

## Medaillengewinner
| Spieler | Spieler              | Spieler    | Spieler | Spieler | Spieler  | Spieler             |
| Nr.     | Name                 | Geburt     | Größe   | Info    | Einsätze | Verein              |
| ------- | -------------------- | ---------- | ------- | ------- | -------- | ------------------- |
| 4       | Till Rothweiler      |            |         |         |          |                     |
| 5       | Kai Nürnberger       | 07.06.1966 |         |         |          | MTV Wolfenbüttel    |
| 6       | Cornelius Waller     |            |         |         |          |                     |
| 7       | Markus Jochum        | 12.07.1964 |         |         |          | Dillingen           |
| 8       | Ralf Haefcke         |            |         |         |          |                     |
| 9       | Wolfgang Brenscheidt | 30.01.1964 |         |         |          | SSV Hagen           |
| 10      | Thomas Deuster       | 13.12.1964 |         |         |          | TuS 04 Leverkusen   |
| 11      | Ralf Risse           | 09.07.1964 |         |         |          | SSV Hagen           |
| 12      | Thomas Jung          | 18.02.1964 |         |         |          | EK Stuttgart        |
| 13      | Marc Schott          |            |         |         |          |                     |
| 14      | Horst Wolf           | 27.05.1964 |         |         |          | USC Heidelberg      |
| 15      | Christian Welp       | 02.01.1964 |         |         |          | BC Giants Osnabrück |

| Trainer | Trainer | Trainer  |
| Nat.    | Name    | Position |
| ------- | ------- | -------- |

| Legende      | Legende   |
| Abk.         | Bedeutung |
| ------------ | --------- |
|              |           |
| Quellen      |           |
| Teamhomepage |           |
| Ligahomepage |           |

| Legende      | Legende   |
| Abk.         | Bedeutung |
| ------------ | --------- |
|              |           |
| Quellen      |           |
| Teamhomepage |           |
| Ligahomepage |           |

| Spieler | Spieler          | Spieler    | Spieler | Spieler | Spieler  | Spieler                      |
| Nr.     | Name             | Geburt     | Größe   | Info    | Einsätze | Verein                       |
| ------- | ---------------- | ---------- | ------- | ------- | -------- | ---------------------------- |
| 4       | Michael Koch     | 13.01.1966 |         |         |          | TV 1860 Lich/MTV 1846 Gießen |
| 5       | Gregor Streun    | 05.03.1966 |         |         |          | DJK Aschaffenburg            |
| 6       | Kai Nürnberger   | 07.06.1966 |         |         |          | MTV Wolfenbüttel             |
| 7       | Nils Becker      | 19.06.1966 |         |         |          | TS Großburgwedel             |
| 8       | Dirk Happe       | 16.02.1966 |         |         |          | VBC Paderborn                |
| 9       | Nikolaus Neuber  | 05.01.1966 |         |         |          | Dillingen                    |
| 10      | Jan Villwock     | 26.01.1966 |         |         |          | SSV Ulm 1846                 |
| 11      | Guido Kuper      | 31.03.1966 |         |         |          | Bremen                       |
| 12      | Dietmar Ihle     | 25.11.1966 |         |         |          | USC Heidelberg               |
| 13      | Matthias Vohrer  | 07.01.1966 |         |         |          | Reutlingen                   |
| 14      | Volker Liedtke   | 24.03.1966 |         |         |          | Rhede                        |
| 15      | Andreas Klippert | 14.03.1966 |         |         |          | Iserlohn                     |

| Trainer | Trainer | Trainer  |
| Nat.    | Name    | Position |
| ------- | ------- | -------- |

| Legende      | Legende   |
| Abk.         | Bedeutung |
| ------------ | --------- |
|              |           |
| Quellen      |           |
| Teamhomepage |           |
| Ligahomepage |           |

| Legende      | Legende   |
| Abk.         | Bedeutung |
| ------------ | --------- |
|              |           |
| Quellen      |           |
| Teamhomepage |           |
| Ligahomepage |           |